# Geraldine Fitzgerald
Geraldine Mary Fitzgerald (Greystones, 24 novembre 1913 – New York, 17 luglio 2005) è stata un'attrice irlandese naturalizzata statunitense.
Nel 1940 ottenne una candidatura all'Oscar alla miglior attrice non protagonista per il film La voce nella tempesta (1939) di William Wyler.

## Biografia
Geraldine Fitzgerald, figlia di un avvocato di Dublino, studiò pittura alla Dublin School of Art e iniziò a interessarsi alla recitazione grazie all'influenza della zia, l'attrice e regista Sheilah Richards. Nel 1932 fece le prime apparizioni in teatro nella natia Dublino, quindi si spostò a Londra per continuare i corsi di pittura alla Polytechnic School of Art, ma ben presto iniziò a recitare negli Studios di Twickenham, debuttando nel cinema nel 1934. Per un paio d'anni interpretò piccoli ruoli, segnalandosi come una delle più promettenti giovani attrici del panorama britannico e ottenendo particolare successo con il ruolo di Maggie Tulliver ne Il mulino sulla Floss (1937), tratto dall'omonimo romanzo di George Eliot.
Nel 1938 la Fitzgerald si trasferì negli Stati Uniti ed entrò a far parte della compagnia del Mercury Theatre di Orson Welles, con cui apparve a Broadway nella pièce Heartbreak House di George Bernard Shaw. Notata dal produttore Hal B. Wallis, con il quale firmò un contratto per sette anni, l'attrice raggiunse Hollywood e apparve in due dei film di maggior successo del 1939, La voce nella tempesta (1939), tratto dal romanzo di Emily Brontë, grazie al quale ottenne una candidatura all'Oscar alla miglior attrice non protagonista per il ruolo di Isabella Linton, la moglie del tormentato Heathcliff (Laurence Olivier), e il melodramma Tramonto (1939), in cui interpretò Ann King, la fedele amica di Judy Traherne (Bette Davis), la testarda ereditiera che scopre di avere un male incurabile.
La bellezza e il notevole talento drammatico consentirono alla Fitzgerald di ottenere numerosi e significativi ruoli nella prima metà degli anni quaranta, soprattutto per la Warner Brothers, ma i rapporti con la casa produttrice furono spesso tesi a causa del temperamento ribelle dell'attrice. I contrasti con il produttore Jack Warner le preclusero l'opportunità di impersonare Brigid O'Shaughnessy, la maliarda de Il mistero del falco (1941) di John Huston, ruolo che verrà interpretato da Mary Astor. La Fitzgerald apparve in La morte mi attende (1941) con Thomas Mitchell, Shining Victory (1941), Quando il giorno verrà (1943) e Wilson (1944), nel ruolo di Edith Bolling Galt, seconda moglie del presidente statunitense Woodrow Wilson. In La fine della famiglia Quincy (1945) interpretò Lettie Quincey, una donna morbosamente legata al fratello Harry (George Sanders), al quale impedisce con l'inganno di sposarsi, mentre in L'idolo cinese (1946) impersonò Crystal Shackleford, una donna che insieme a due sconosciuti acquista un biglietto della lotteria e chiede a un idolo cinese, in un accesso di misticismo, di esaudire il desiderio di ricchezza di ciascuno dei tre; in Una luce nell'ombra (1946), interpretò invece Gladys Halvorsen, una ricca vedova che un ex carcerato (John Garfield) tenta di truffare, e che finisce per innamorarsi di lei.
Divenuta cittadina americana nel 1946, la Fitzgerald ebbe poche opportunità di recitare nella seconda metà degli anni quaranta, malgrado gli ottimi riscontri dalla critica per il ruolo di un'adultera alcolizzata nel dramma Amarti è la mia dannazione (1948), al fianco di Ray Milland e Ann Todd. Ritornò per alcuni anni a recitare in Inghilterra, interpretando fra gli altri il film The Late Edwina Blake (1952), prima di rientrare nuovamente negli Stati Uniti.
Durante gli anni cinquanta la Fitzgerald recitò quasi esclusivamente per la televisione in serie come Climax! (1955) e Studio One (1952-1956), tornando al cinema solo alla fine del decennio in Un pugno di polvere (1958) di Philip Dunne, in cui interpretò la moglie bisbetica di Joe Chapin (Gary Cooper), un uomo ricco e molto in vista che muore sconfitto nella politica e negli affetti più cari. Il ruolo di Edith Chapin aprì una nuova fase nella carriera della Fitzgerald, che ebbe un buon rilancio grazie a una serie di pregevoli interpretazioni da caratterista in film come L'uomo del banco dei pegni (1964) e La prima volta di Jennifer (1968).
Negli anni settanta l'attrice tornò anche al teatro, ottenendo un grande successo di critica per la sua performance in Il lungo viaggio verso la notte di Eugene O'Neill, e cimentandosi nella regia teatrale, diventando una delle prime donne a ricevere una nomination al Tony Award come miglior regista, nel 1982 per Mass Appeal. Durante i primi anni ottanta fu nuovamente sul grande schermo per la commedia Arturo (1981) e per gli horror Extrasensorial (1982) e Poltergeist II - L'altra dimensione (1986). Interpretò inoltre il ruolo dell'anziana Rose Kennedy, matriarca della leggendaria famiglia di Boston, nella miniserie televisiva I Kennedy (1983), e recitò accanto a Tuesday Weld e River Phoenix nel film televisivo Circle of Violence: A Family Drama (1986), incentrato sul delicato tema degli abusi nell'ambiente familiare. Nel 1991, dopo un ultimo ruolo televisivo in Cercate quel bambino, si ritirò dalle scene.

## Vita privata
Dal primo matrimonio con Sir Edward Lindsay-Hogg, sposato nel 1936, la Fitzgerald ebbe il figlio Michael Lindsay-Hogg, nato il 5 maggio 1940 e divenuto affermato regista cinematografico, teatrale e televisivo. La somiglianza fisica di Michael con Orson Welles (con cui l'attrice aveva lavorato alla fine degli anni trenta e al quale era stata sentimentalmente legata) fu oggetto di ripetute voci e illazioni sulla possibilità che Welles fosse il padre naturale del ragazzo, circostanza che Michael Lindsay-Hogg ha infine confermato nella propria autobiografia Luck and Circumstance, pubblicata nel 2011.
Dopo il divorzio nel 1946 da Sir Lindsay-Hogg, nello stesso anno la Fitzgerald si risposò a New York con l'uomo d'affari Stuart Sheftel, nipote di Isidor Straus, comproprietario dei grandi magazzini Macy's e morto nel 1912 nel disastro del Titanic. Da questo secondo matrimonio l'attrice ebbe una figlia, Susan.
Colpita dalla malattia di Alzheimer, Geraldine Fitzgerald morì nel 2005, all'età di novantadue anni.

## Filmografia

### Cinema
- Blind Justice, regia di Bernard Vorhaus (1934)
- Open All Night, regia di George Pearson (1934)
- Lieut. Daring R.N., regia di Reginald Denham (1934)
- Turn of the Tide, regia di Norman Walker (1935)
- The Lad, regia di Henry Edwards (1935)
- The Aces of Spades, regia di George Pearson (1935)
- Three Witnesses, regia di Leslie S. Hiscott (1935)
- Department Store, regia di Leslie S. Hiscott (1935)
- Debt of Honour, regia di Norman Walker (1936)
- Café Mascot, regia di Lawrence Huntington (1936)
- Il mulino sulla Floss (The Mill on the Floss), regia di Tim Whelan (1937)
- La voce nella tempesta (Wuthering Heights), regia di William Wyler (1939)
- Tramonto (Dark Victory), regia di Edmund Goulding (1939)
- A Child Is Born, regia di Lloyd Bacon (1939)
- Trovarsi ancora ('Til We Meet Again), regia di Edmund Goulding (1940)
- La morte mi attende (Flight from Destiny), regia di Vincent Sherman (1941)
- Shining Victory, regia di Irving Rapper (1941)
- Le tre sorelle (The Gay Sisters), regia di Irving Rapper (1942)
- Quando il giorno verrà (Watch on the Rhine), regia di Herman Shumlin (1943)
- Cinque maniere di amare (Ladies Courageous), regia di John Rawlins (1944)
- Wilson, regia di Henry King (1944)
- Io ho ucciso (The Strange Affair of Uncle Harry), regia di Robert Siodmak (1945)
- L'idolo cinese (Three Strangers), regia di Jean Negulesco (1946)
- Eroi nell'ombra (O.S.S.), regia di Irving Pichel (1946)
- Una luce nell'ombra (Nobody Lives Forever), regia di Jean Negulesco (1946)
- Amarti è la mia dannazione (So Evil My Love), regia di Lewis Allen (1948)
- The Late Edwina Black, regia di Maurice Elvey (1952)
- Un pugno di polvere (The North Frederick), regia di Philip Dunne (1958)
- La carovana dei coraggiosi (The Fiercest Heart), regia di George Sherman (1961)
- L'uomo del banco dei pegni (The Pawnbroker), regia di Sidney Lumet (1964)
- La prima volta di Jennifer (Rachel, Rachel), regia di Paul Newman (1968)
- Il diavolo del volante (The Last American Hero), regia di Lamont Johnson (1973)
- Harry e Tonto (Harry and Tonto), regia di Paul Mazursky (1974)
- Diary of the Dead, regia di Arvin Brown (1976)
- Echi di una breve estate (Echoes of a Summer), regia di Don Taylor (1976)
- The Mango Tree, regia di Kevin James Dobson (1977)
- Ciao maschio, regia di Marco Ferreri (1978)
- Arturo (Arthur), regia di Steve Gordon (1981)
- Lovespell, regia di Tom Donovan (1981)
- Extrasensorial (Blood Link), regia di Alberto De Martino (1982)
- Soldi facili (Easy Money), regia di James Signorelli (1983)
- Poltergeist II - L'altra dimensione (Poltergeist II: The Other Side), regia di Brian Gibson (1986)
- Arturo 2: On the Rocks (Arthur 2: On the Rocks), regia di Bud Yorkin (1988)

### Televisione
- Fireside Theatre – serie TV, 1 episodio (1949)
- Somerset Maugham TV Theatre – serie TV, 1 episodio (1951)
- CBS Television Workshop – serie TV, 1 episodio (1952)
- Schlitz Playhouse of Stars – serie TV, 2 episodi (1952)
- Lux Video Theatre – serie TV, 1 episodio (1952)
- ABC Album – serie TV, 1 episodio (1953)
- Suspense – serie TV, 2 episodi (1952-1953)
- Goodyear Television Playhouse – serie TV, 1 episodio (1954)
- Justice – serie TV, 1 episodio (1954)
- Armstrong Circle Theatre – serie TV, 2 episodi (1951-1955)
- Front Row Center – serie TV, 1 episodio (1955)
- Climax! – serie TV, episodio 1x33 (1955)
- Robert Montgomery Presents – serie TV, 6 episodi (1951-1955)
- Studio One – serie TV, 4 episodi (1952-1956)
- The Further Adventures of Ellery Queen – serie TV, episodio 1x32 (1959)
- Alfred Hitchcock presenta (Alfred Hitchcock Presents) – serie TV, 1 episodio (1961)
- La città in controluce (Naked City) – serie TV, 2 episodi (1961-1962)
- The Nurses – serie TV, episodio 2x23 (1964)
- La parola alla difesa (The Defenders) – serie TV, 1 episodio (1964)
- L'ora di Hitchcock (The Alfred Hitchcock Hour) – serie TV, episodio 3x24 (1965)
- Our Private World – serie TV, 15 episodi (1965)
- Lou Grant – serie TV, 1 episodio (1978)
- Mary Benjamin (Nurse) – serie TV, 1 episodio (1982)
- I Kennedy – miniserie TV, 7 episodi (1983)
- Oh Madeline – serie TV, 1 episodio (1984)
- Trapper John (Trapper John, M.D.) – serie TV, 1 episodio (1985)
- New York New York (Cagney & Lacey) – serie TV, 1 episodio (1985)
- A cuore aperto (St. Elsewhere) – serie TV, 2 episodi (1984-1987)
- Circle of Violence: A Family Drama, regia di David Greene (1986) – film tv
- Un anno nella vita (A Year in the Life) – serie TV, 1 episodio (1988)
- Cuori senza età (The Golden Girls) – serie TV, 2 episodi (1988-1989)
- Cercate quel bambino (Bump in the Night), regia di Karen Arthur (1991) – film tv

## Doppiatrici italiane
- Rosetta Calavetta in La voce nella tempesta, Quando il giorno verrà, L'uomo del banco dei pegni
- Andreina Pagnani in L'idolo cinese, Amarti è la mia dannazione
- Gabriella Genta in Poltergeist II - L'altra dimensione, I Kennedy
- Giovanna Galletti in Eroi nell'ombra
- Lia Orlandini in Una luce nell'ombra
- Franca Dominici in Un pugno di polvere
- Micaela Esdra in La voce nella tempesta (ridoppiaggio 1973)
- Laura Carli in Ciao maschio
- Elena Magoia in Arturo
- Isa Bellini in Arturo 2: On the Rocks
- Anna Cesareni in Tramonto (ridoppiaggio 1990)
- Cinzia De Carolis in Io ho ucciso (ridoppiaggio)[3]